# Свети Андрија (Елафити)
Свети Андрија је мало острво у хрватском делу Јадранског мора из групе Елафитских острва, удаљен од Дубровника 6 Nm, Колочепа 3 Nm, Лопуда 2 Nm, a од Шипана 4 Nm. Површина оточића је 36259 m², дужина 475 а највећа ширина 130 метара. Обала му је дуга 1214 m. Највећа висина оточића је 57 m.
Обала је каменита, као и подморје. На његовом западном делу расте борова шума и разно медитеранско растиње. Остатак острва нема шуме, него само ниско растиње. Острво је због станишта разних птица проглашено орнитолошким резерватом. Први становници Светог Андрије су били бенедиктинци, за које је дубровачка породица Цријевић изградила самостан и цркву. У самостан се долазило претежно по казни Дубровачке републике, јер је био изолован и неприступачан. Неко време острво је било карантин за становнике Лопуда. У земљотресу 1667. самостан је уништен и никада после није обновљен. О изгледу самостана се зна тек понешто, јер се оригинални нацрти чувају у британском музеју. Обнова зграда на Светом Андрији је започела 1872. године када се по одлуци Аустроугарске владе, овде почео градити светионик. Изграђена је једноспратна зграда, која у средини има кулу. Сама зграда је површине 210 m², а на кули је уграђен светионик. Светло је на 69 метара изнад мора и видљиво је на 24 Nm, што је једно од најјачих на Јадрану. Градња светионика је довршена 1873. године.

## Занимљивости
Као монах-пустињак на Светом Андрији је у шеснаестом веку живио дубровачки књижевник Мавро Ветранић Чавчић (1482—1576). Свој боравак је описао у спеву Ремета.
Лудовик Цријевић Туберон, историчар из Дубровника живео је на острву крајем 15. века.

## Легенда везана уз Светог Андрију
Ова легенда има свој извор у документу из 1483. године, који се чува у Дубровачком архиву.
То је прича о Мари, која је живела на Лопуду с тројицом браће рибара. Маре је имала пријатељицу Цвијету чији брат Нико био заинтересован за Мару. Једне ноћи су браћа из олујног мора спасила жртву бродолома, младога „госпара“ Ивана, сина једног од утицајнијих властелина из Дубровника. Маре га је неговала и између двоје младих се родила љубав. Међутим, то је било неспојиво; он властелин и она – обична сељанка. Како Иван није могао код оца добити пристанак, остави световни живот и оде у самостан на Светог Андрију. Маре је то сазнала и отишла до оточића. Понављала је своје одласке све чешће, понекад и пливајући с Лопуда. С измаком лета, дан је постајао све краћи и Свети Андрија се није више добро видио. Да би Маре могла наћи Ивана, договоре се да ће он запалити фењер на стени и да ће чекати Мару, која ће пливати по сигналу. Нико и браћа су дознали за све ово и одлучили су се на освету. Једног тмурног дана, Маре је пливала на Св. Андрију, а Нико и браћа су је пратили. Кад је пао мрак, запалили су у барци фењер и удаљавали се према пучини. Маре их је пратила, све даље и даље,... Иван ју је чекао ту ноћ, следећу, и следећу, а трећу ноћ ју је море избацило на стене. Након тога Иван је остао заувек у самостану.